# Лачински коридор
Лачинският коридор (на арменски: Լաչինի միջանցք; на азербайджански: Laçın dəhlizi) е планински проход в границите на Азербайджан, който представлява най-краткия маршрут между Армения и Нагорно-Карабахската република. По време на Нагорно-Карабахския конфликт той попада под контрола на Нагорно-Карабахската република, макар официално да е част от азербайджанския Лачински район. Дължината му е 6 km.

## История
По време на войната, територията на Нагорно-Карабахската република е обградена от всички страни от Азербайджан и е отделена от Армения. На 17 май 1992 г., с минимални военни загуби и за двете страни, арменските формирования превземат и опожаряват град Лачин. След това пътят, който над две години е затворен, е открит наново, установявайки връзка между Нагорни Карабах и Армения. С превземането на Лачин е свалена блокадата от Нагорни Карабах и по този начин се образува коридор с Армения, който дава възможността за военна и хуманитарна помощ. През октомври 1992 г. Азербайджан предприема настъпателна операция в опит да си възвърне Лачинския коридор, но тя завършва с провал. Лачинският коридор по-късно е един от спомагателните маршрути, по които арменските въоръжени сили се насочват към битката за Келбаджар.
В обръщение към ООН на 18 септември 2005 г., министърът на външните работи на Азербайджан Елмар Мамедяров завява: „Това е проблем за комуникацията на арменците в Нагорни Карабах с Армения, както и на азербайджанците в Нахичеванската автономна република с останалата част от страната. Предлагаме използването на така наречения Лачински коридор, който трябва да бъде наречен Път на мира, и в двете посоки, стига безопасността на този път да се осигурява от международни мироопазващи сили в началото.“. Азербайджанските власти се стараят да разглеждат въпросите за коридора и за самия Нагорни Карабах поотделно.